# Dziwne dni
Dziwne dni – amerykański film SF. Reżyseria Kathryn Bigelow, scenariusz Jay Cocks i James Cameron, zdjęcia Matthew F. Leonetti, muzyka Eric Mouquet. Premiera polska 26 kwietnia 1996.

## Fabuła
Los Angeles, ostatnie dni grudnia 1999 roku. Były policjant Lenny Nero handluje filmami video, ukazującymi ludzkie wspomnienia. Filmy powstają dzięki nowoczesnym urządzeniom, które pozwalają utrwalać na taśmie magnetycznej wrażenia wzrokowe przekazywane do mózgu. Przypadkowo policjant-handlarz wpada na trop zbrodni.

## Obsada
- Ralph Fiennes – Lenny Nero
- Angela Bassett – Lornette „Mace” Mason
- Juliette Lewis – Faith Justin
- Tom Sizemore – Max Peltier
- Michael Wincott – Philo Gant
- Vincent D’Onofrio – Burton Steckler
- Glenn Plummer – Jeriko One
- Brigitte Bako – Iris
- Richard Edson – Tick
- William Fichtner – Dwayne Engelman
- Josef Sommer – Palmer Strickland
- Joe Urla – Keith
- Nicky Katt – Joey Corto
- Michael Jace – Wade Beemer
- Louise LeCavalier – Cindy „Vita” Minh